# Horacio Harrington
Horacio Jaime Harrington (Bahía Blanca, 17 de septiembre de 1910; Buenos Aires, 21 de diciembre de 1973) fue un geólogo y paleontólogo argentino.

## Primeros años
Horacio Jaime Harrington, (conocido como Jim por amigos y colegas), nació en Bahía Blanca el 17 de septiembre de 1910.  Realizó sus estudios de grado en la Facultad de Ciencias Exactas, Físicas y Naturales de la Universidad de Buenos Aires,  y obtuvo su doctorado en 1933 con la presentación de una tesis acerca de la interpretación de los hallazgos de glossopteris de las sierras australes de la provincia de Buenos Aires.

## Trayectoria
Finalizada su formación y obtenido su doctorado, realizó el primer trabajo como geólogo profesional en la Isla de los Estados, poco después obtuvo una beca para estudiar en la Universidad  de Oxford, donde obtuvo su título de grado en 1936.
En 1936, ya de regreso a la Argentina, se integró a los equipos docentes de la Universidad de Buenos Aires y del Instituto del Museo de la Universidad Nacional de La Plata.
Junto con otros destacados científicos fue fundador de la Sociedad Geológica Argentina, luego llamada Asociación Geológica Argentina, y ejerció la presidencia de la primera comisión organizadora de la entidad entre 1945 y 1946.
En 1953 viajó a Estados Unidos donde ejerció la docencia superior en varias instituciones educativas. En 1957 comenzó a desarrollar diversos trabajos de consultoría en el ámbito empresarial privado en Texas, actividad en la que permaneció hasta 1971, cuando regresó a Buenos Aires, retomando por algún tiempo sus tareas docentes y científicas.

## Publicaciones
Sus publicaciones, sobre temáticas propias del campo de la geología estructural, incluyen aproximaciones desde el marco teórico que aporta la estratigrafía y la paleontología.

Algunos de los trabajos más destacados: 
- El conglomerado rojo de las sierras australes de Buenos Aires y sus relaciones con el relieve de montaña (1ª edición). Imprenta y casa editora "Coni". 1936. OCLC 17215492. Volumen 2 de Obra del Cincuentenario, Universidad Nacional de La Plata, Facultad de Ciencias Naturales y Museo.[7]

- Volcanes y terremotos (1ª edición). Pleamar. 1944. OCLC 954167799. En 1948 se publicó la segunda edición revisada por el autor.[8] Escrito poco tiempo después del terremoto de San Juan de 1944, es uno de sus trabajos de divulgación dirigido al estudiantes.[9]

- Geología del Paraguay Oriental (1ª edición). Ministerio de Educación - Universidad de Buenos Aires. 1950. OCLC 252923159.[10]

- Geología entre bambalinas (1ª edición). Pleamar. 1955. OCLC 45714419. Con ilustraciones del autor.[11] En este texto, dirigido a colegas profesionales, analiza el campo de la geología y los conflictos entre las diferentes teorías vigentes en el momento.[12]
- Desarrollo paleogeográfico de Sudamerica (1ª edición). Universidad Nacional de Tucumán, Fundación e Instituto Miguel Lillo. 1968. OCLC 494178612.[13]